# Georgiana Teodorescu
Maria-Georgiana Teodorescu (n. 19 august 1985, Iași, România) este un politician și avocat român, aleasă europarlamentar în 2024 din partea partidului Alianța pentru Unirea Românilor.

## Tinerețe și educație
A studiat dreptul la Universitatea Alexandru Ioan Cuza din 2004 până în 2008. Din 2009 până în 2010, a ocupat funcția de vicepreședinte al Ligii Studenților Români din Străinătate și a obținut un Master în dreptul afacerilor la Universitatea Nicolae Titulescu din București. Ea a continuat să obțină un doctorat. în drept penal la Universitatea Titu Maiorescu în 2015.
A urmat studii universitare la Facultatea de Drept a Universității „Alexandru Ioan Cuza” din Iași între 2004 și 2008, obținând diploma de licență în drept în anul 2008. Ulterior, în perioada 2009–2010, și-a completat pregătirea cu un master în dreptul afacerilor la Universitatea „Nicolae Titulescu” din București. Teodorescu a continuat studiile academice cu două programe doctorale: la Universitatea din București a finalizat un doctorat în științe politice (obținând titlul de doctor în 2013), iar în 2015 a obținut titlul de doctor în drept penal la Universitatea Titu Maiorescu din București.
În paralel cu studiile, Teodorescu s-a implicat în organizații studențești și activități extracurriculare. Între martie 2009 și martie 2010, ea a ocupat funcția de vicepreședinte (Relații Externe) al Ligii Studenților Români din Străinătate (LSRS), perioadă în care a fost și membru fondator al Clubului Rotaract Triumph București (2009). De asemenea, încă din anul 2002 este membră a Uniunii Scriitorilor din România, fapt inedit care evidențiază preocupările sale culturale încă din tinerețe.

## Carieră politică (2024–prezent)

Teodorescu cu George Simion la Bruxelles, 20 martie 2025

La alegerile din 9 iunie 2024, Teodorescu a fost aleasă membră a Parlamentului European din partea AUR, partid care face parte din Grupul Conservatorilor și Reformiștilor Europeni, preluând mandatul pe 16 iunie.
În Parlamentul European face parte din Comisia pentru ocuparea forței de muncă și afaceri sociale (EMPL), Comisia pentru libertăți civile, justiție și afaceri interne (LIBE), Comisia specială pentru criza locuințelor în Uniunea Europeană (HOUS) și Delegația pentru relațiile cu Republica Populară Chineză.